# JSOW

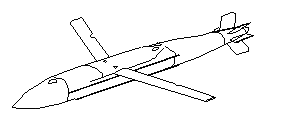
Modelo da bomba planadora JSOW

AGM-154 Joint Standoff Weapon (JSOW) é uma bomba planadora guiada por GPS, de alta precisão, produzida a partir de uma joint-venture entre a Marinha e a Força Aérea dos Estados Unidos.
Esta arma possui um dispositivo específico para a produção de microondas, que ao ser detonado produz um pulso eletromagnético direcionado, capaz de queimar circuitos eletrônicos na área da detonação
.